# Victor Johannsen
Victor Johannsen (født 2. juli 2006 i Silkeborg) er en cykelrytter fra Danmark, der kører for BHS-PL Beton Bornholm.

## Karriere
Som 9-årig begyndte Victor Johannsen at cykle hos Silkeborg IF Cykling. Da han blev juniorrytter fra starten af 2023, blev han en del at eliteteamet Team Mascot Workwear. Her kørte han i to sæsoner, inden han i den første sæson som seniorrytter, skiftede til kontinentalholdet BHS-PL Beton Bornholm fra starten af 2025-sæsonen.